# Парковая улица (Арзамас)
Парковая улица — улица в центре Арзамаса.

## Происхождение названия
Улица названа в честь прилегающего Парка культуры и отдыха имени Гайдара — популярного месте отдыха горожан. В парке находятся памятник Гайдару, пруд, городок аттракционов, а также Арзамасский дендрарий, где произрастает около 100 видов деревьев и кустарников, представителей флоры Европы, Азии, Америки и Австралии.

## Описание
Начинается от улицы Пландина и проходит до проспекта Ленина. От Парковой улицы начинается Комсомольский бульвар.

## Транспорт
Через улицу проходят несколько маршрутов автобуса:
№ 2: Поликлиника — Соборная пл.
№ 3: Поликлиника — Соборная пл.
№ 8: 408 км. — Больница № 1

## Примечание
1. ↑  Арзамас автобусы. Дата обращения: 11 июня 2015. Архивировано 12 июня 2015 года.